# Стародніпровське
Стародніпро́вське — село в Україні, в Солонянській селищній громаді Дніпровського району Дніпропетровської області. Населення станом на 2021 рік — 56 мешканців.

## Географія
Село Стародніпровське знаходиться на березі річки Комишувата Сура, вище за течією на відстані 1 км розташоване село Безбородькове, нижче за течією на відстані 3,5 км розташоване село Микільське.

## Населення

### Мова
Розподіл населення за рідною мовою за даними перепису 2001 року:
| Мова       | Відсоток |
| ---------- | -------- |
| українська | 93,8 %   |
| білоруська | 3,1 %    |
| російська  | 3,1 %    |

## Інтернет-посилання
- Погода в селі Стародніпровське

1. ↑  Рідні мови в об'єднаних територіальних громадах України — Український центр суспільних даних